# Анн Жарден
Анн Жарден (англ. Anne Jardin, 26 липня 1959) — канадська плавчиня.
Призерка Олімпійських Ігор 1976 року.
Переможниця Ігор Співдружності 1974 року.
Призерка Панамериканських ігор 1975, 1979 років.